# Sisily 2 km
Pour plus de détails, voir Fiche technique et Distribution.
Sisily 2 km (시실리2km) est un film sud-coréen réalisé par Shin Jeong-won, sorti le 13 août 2004.

## Synopsis
Seok-tae s'enfuit avec un sac de diamants appartenant à son gang et atterrit à Sisily, petit village paisible. Yang-e est chargé de lui mettre la main dessus et de récupérer les diamants. Il retrouve sa trace à Sisily, mais les villageois refusent de coopérer et ne font que mentir. Il finira par découvrir que ces derniers sont plus effrayants qu'un fantôme !

## Fiche technique
- Titre : Sisily 2km
- Titre original : 시실리 2km
- Réalisation : Shin Jeong-won
- Scénario : Lee Chang-shi et Hwang In-ho
- Production : Lee Chang-shi et Thomas Leong
- Musique : Kang Jae-hyeok
- Photographie : Oh Hyeon-je
- Montage : Kim Du-jin
- Société de distribution : Showbox
- Pays d'origine : Corée du Sud
- Langue : Coréen
- Format : Couleurs - 1,85:1 - Dolby Digital - 35 mm
- Genre : Comédie, horreur
- Durée : 109 minutes
- Date de sortie : 13 août 2004 (Corée du Sud)

## Distribution
- Im Chang-jung : Yang Yi
- Kwon Oh-jung : Seok-tae
- Shin Yi : Fantôme
- Lim Eun-kyung : Song Yi